# Вулиця Богдана Хмельницького (Біла Церква)
Вулиця Богдана Хмельницького  — одна з вулиць у місті Біла Церква. 
Розташована у центральній частині міста. Бере початок з Олександрійського бульвару і закінчується виходом до вулиці Героїв Небесної Сотні. Колишня назва — Бердичівська.

## Галерея будинків

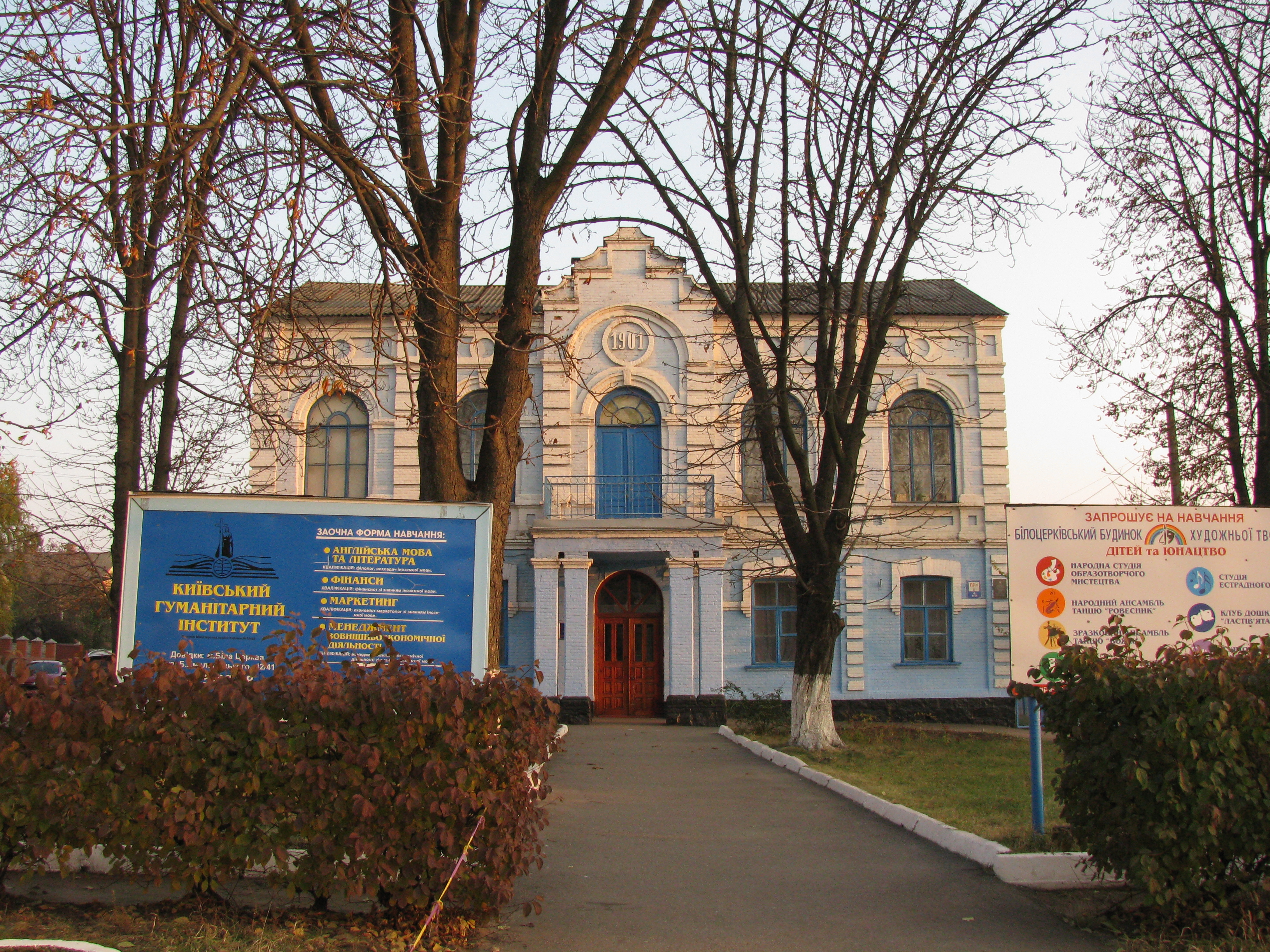
Будинок художньої творчості (колишня єврейська школа — хедер)
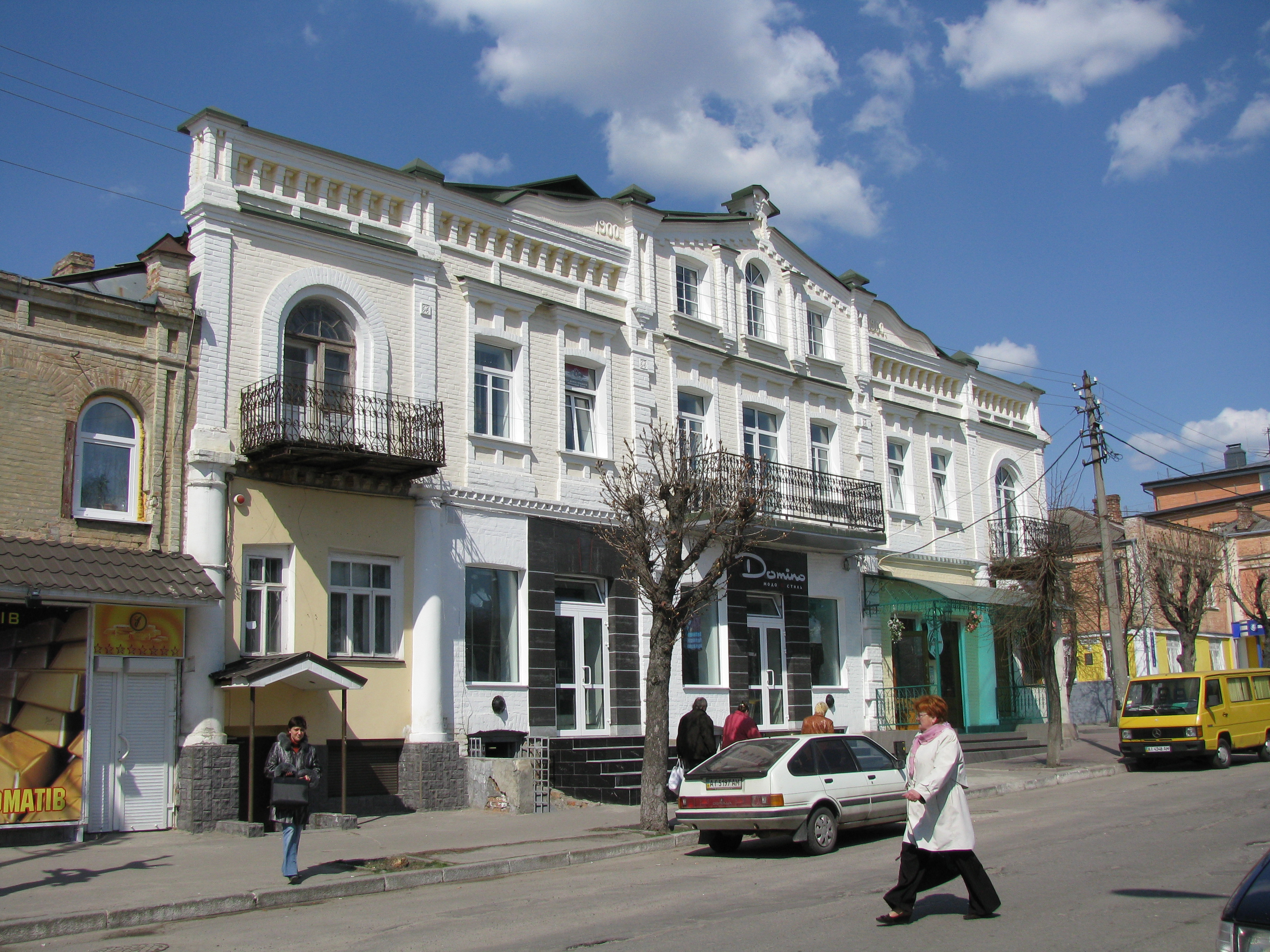
Будинок № 1/7 (1900)
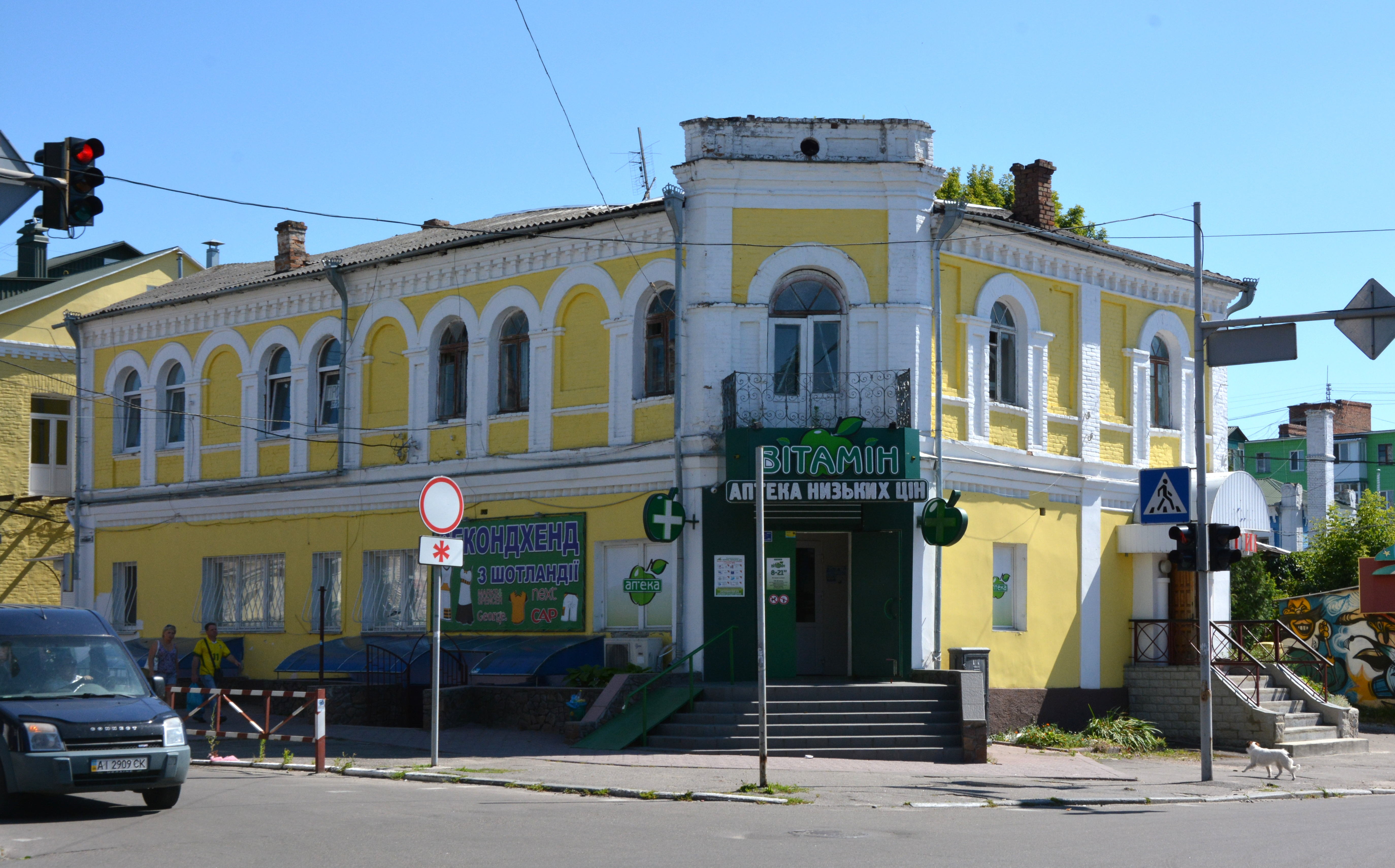
Будинок № 3/23 (XIX ст.)
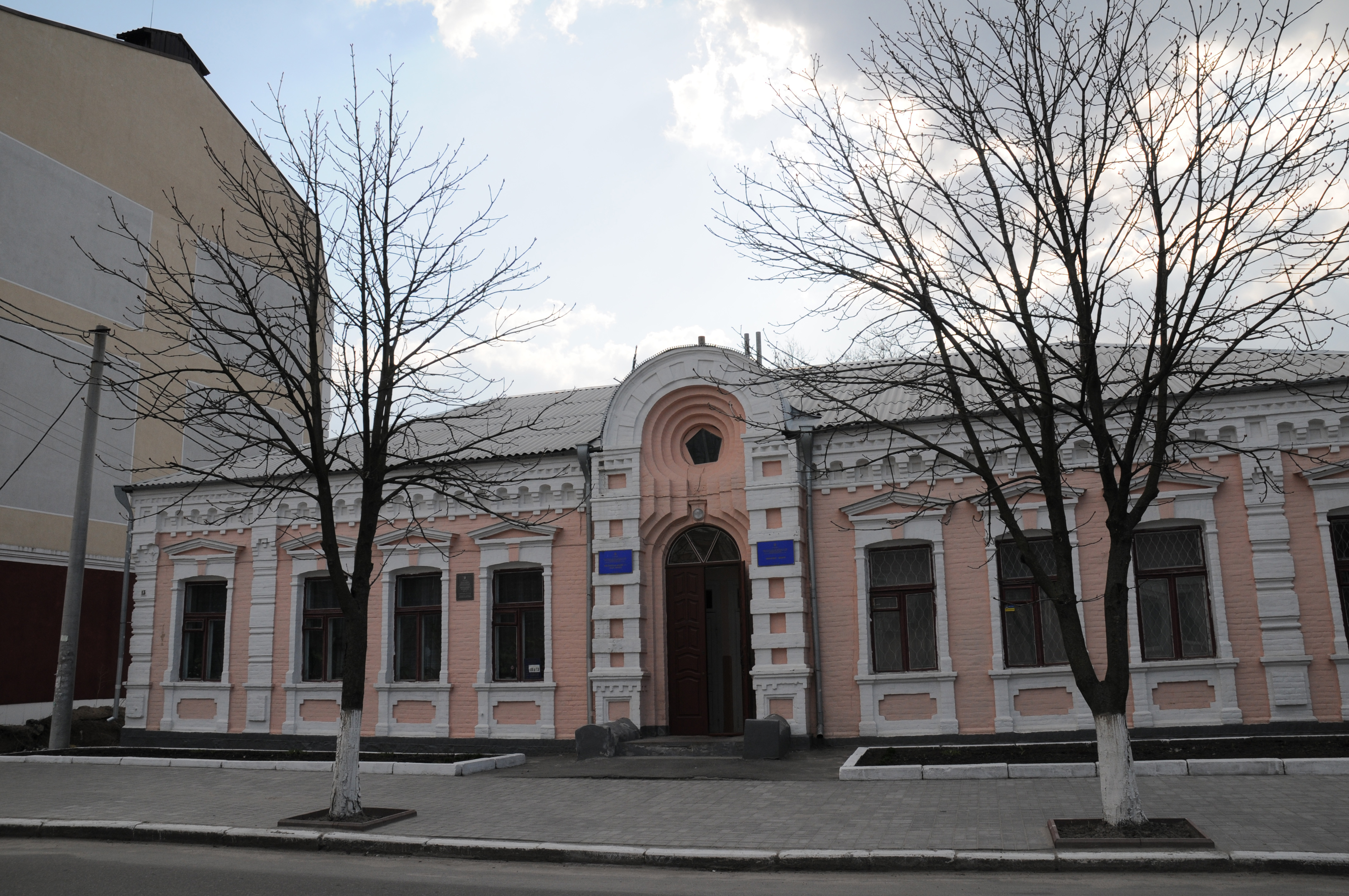
Будинок № 13 (XIX ст.)
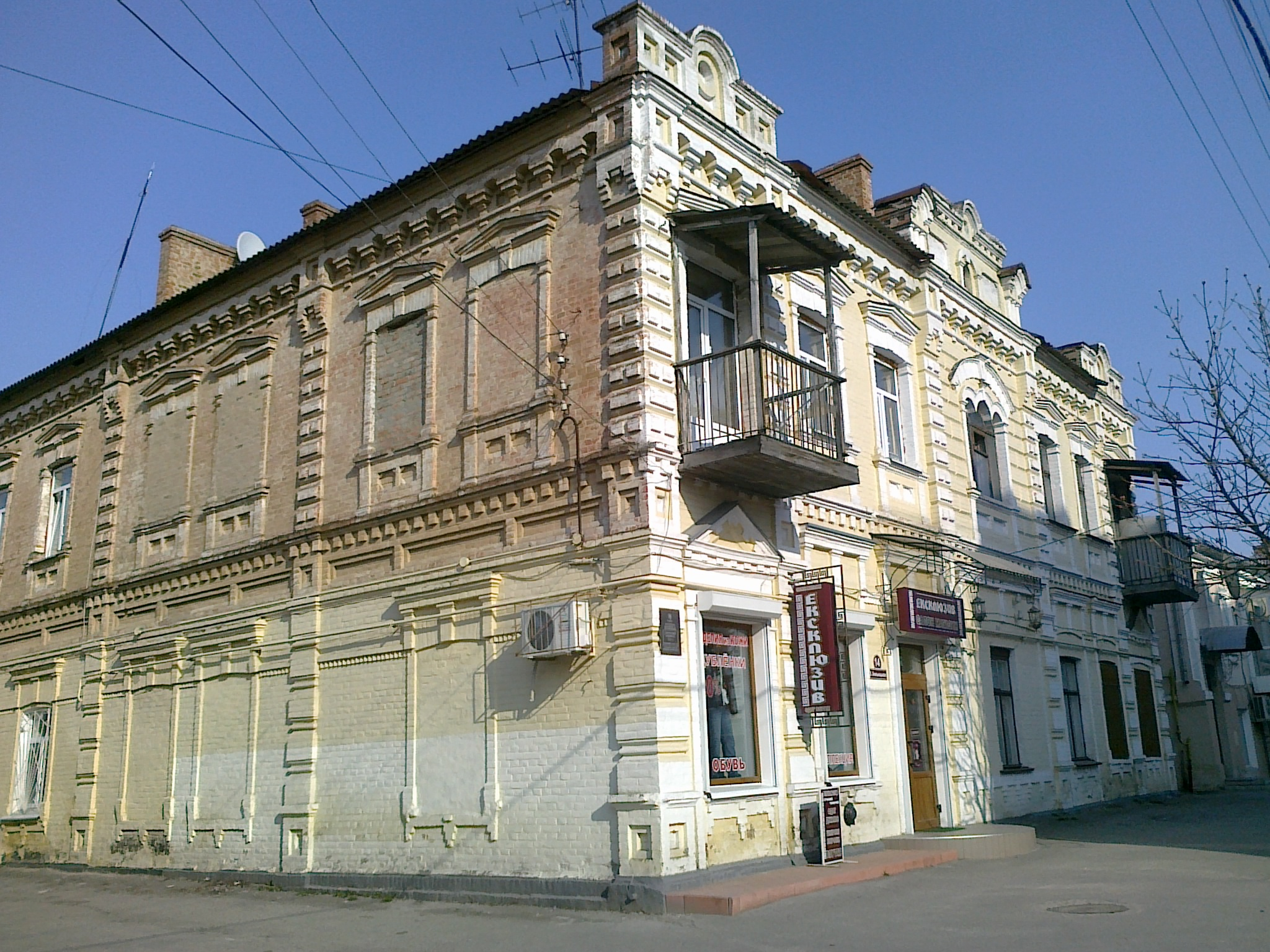
Будинок № 14 (XIX ст.)
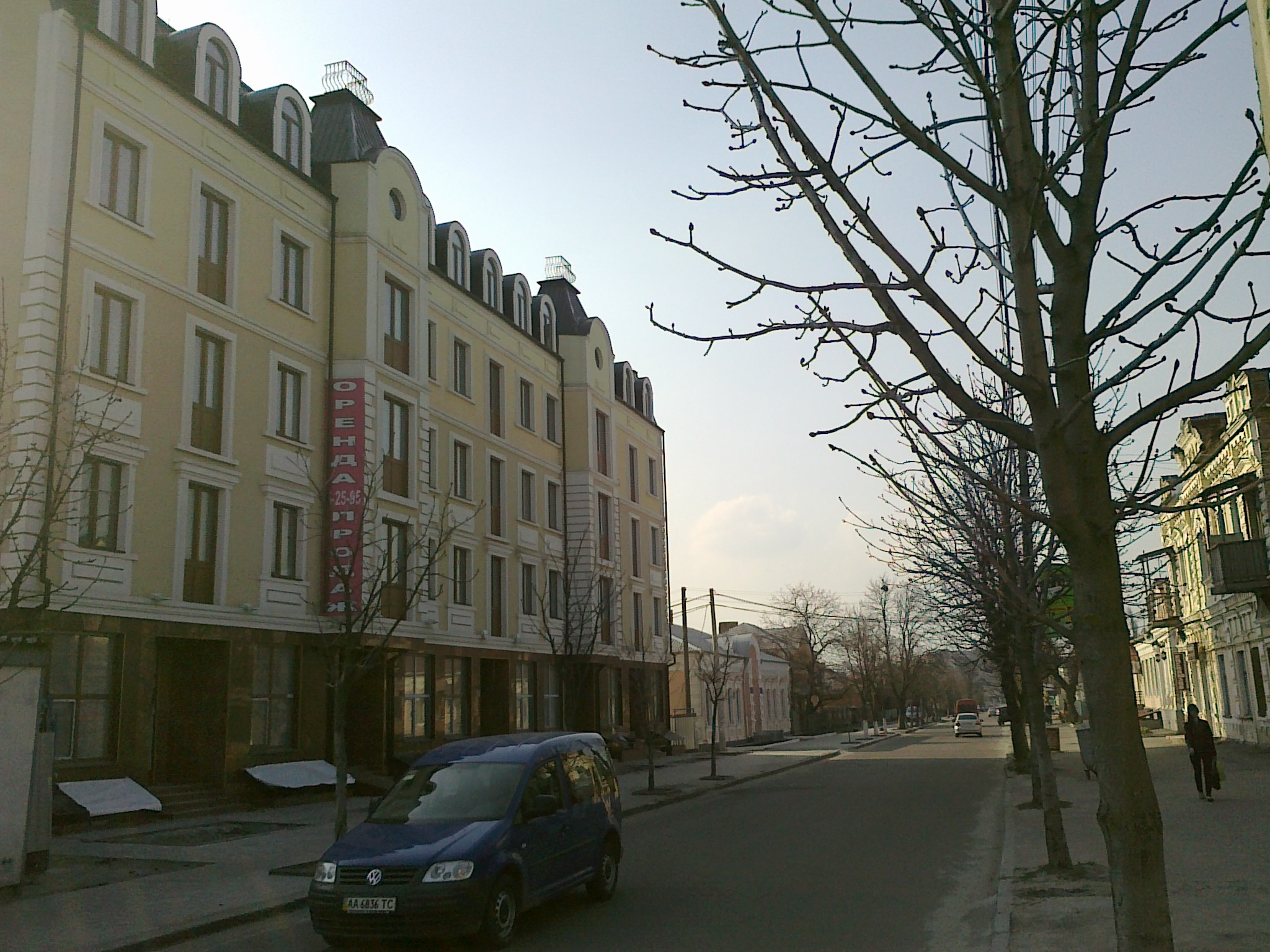
Офісний комплекс